# Dziennik Berliński
Dziennik Berliński – polska gazeta ukazująca się w Niemczech w latach 1897–1939.

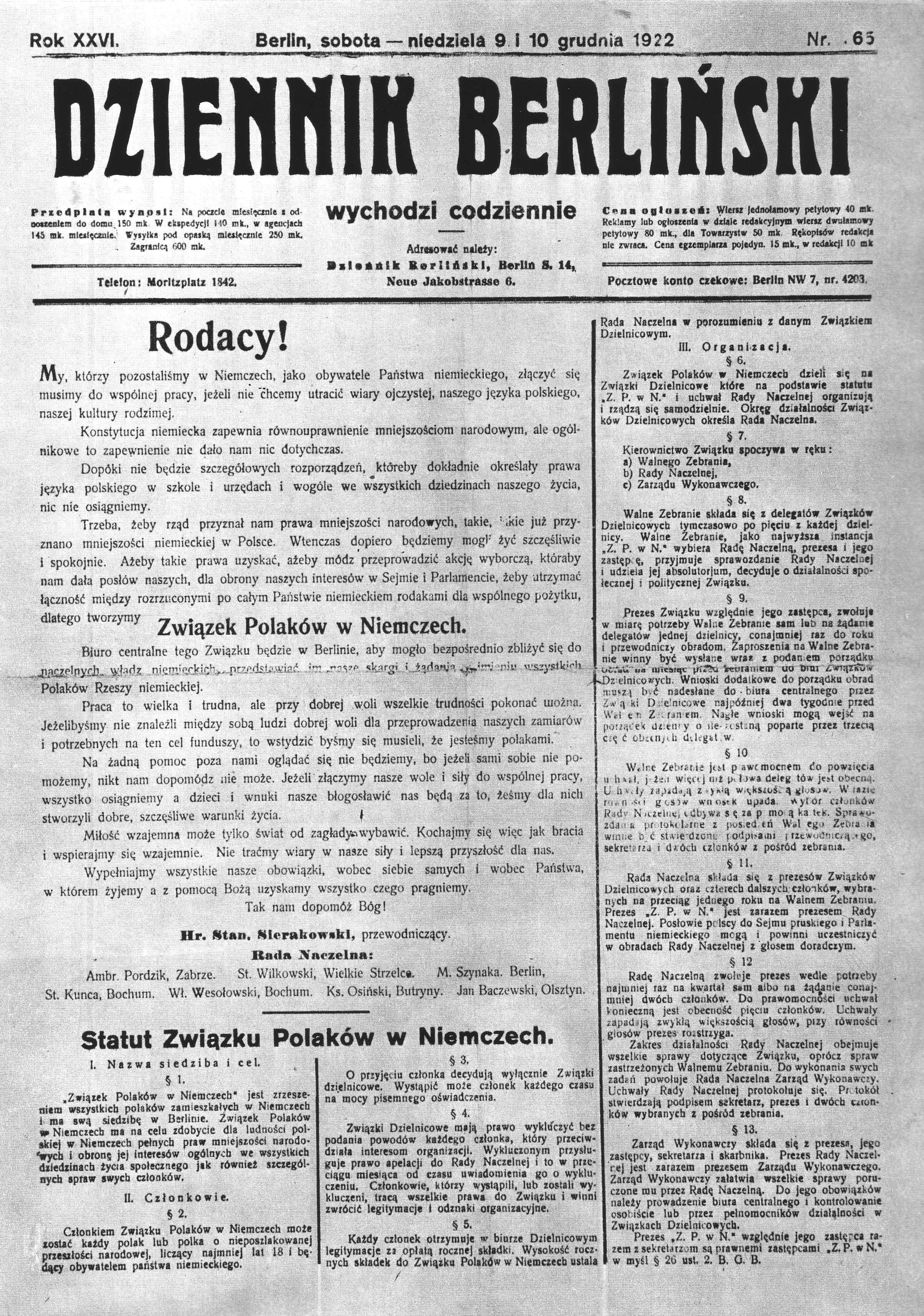
Pierwsza strona „Dziennika Berlińskiego” z 9–10 grudnia 1922 roku z odezwą i statutem Związku Polaków w Niemczech

## Historia
Pismo powstało w 1897. Było przeznaczone dla Polaków mieszkających w stolicy Niemiec. Wydawane było codziennie (po dojściu nazistów do władzy w 1933 r. z coraz większymi trudnościami). Od 1925 gazetę drukowano w drukarni bytomskiego „Katolika”, a w latach 1932–1934 w drukarni „Nowin Codziennych” w Opolu (większa część treści obu czasopism się pokrywała). Od stycznia 1934 pismo było powielane przez drukarnię „Narodu” w Herne i ukazywało się jako jego odbitka. Nakład gazety wahał się od 2 tys. w latach 20. do tysiąca pod koniec lat 30.
W latach 1925–1939 publikator wydawał cztery dodatki dla dzieci i młodzieży: „Dzwonek” i „Młodzież” (wkładki do samodzielnego złożenia w osobną gazetkę) oraz „Kącik dla Dzieci” i „Raptularzyk Historyczny” (graficznie wyodrębnione kolumny). Dodatki te w części kompensowały braki podręczników do języka polskiego lub historii.
W 1923 redaktorem naczelnym był Tadeusz Katelbach, od 1924 do 1939 funkcję redaktora naczelnego pełnił Czesław Tabernacki.